# Cisitalia 202
La Cisitalia 202 è una vettura sportiva costruita dalla casa automobilistica italiana Cisitalia tra il 1947 e il 1952. Questa berlinetta è particolarmente importante per la storia automobilistica sia perché è stata la prima vettura al mondo ad essere esposta permanentemente in un museo di arte moderna, il MoMA di New York, sia perché può essere considerata il primo esempio di granturismo all'italiana del dopoguerra.

## Storia del modello

### Il contesto

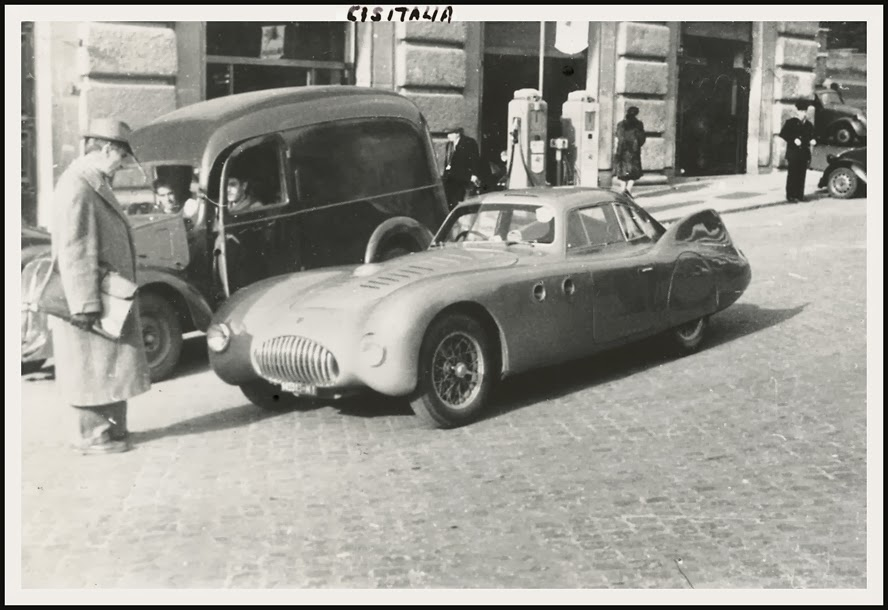
La Cisitalia 202 C MM Coupé Aerodinamica del 1946 disegnata da Giovanni Savonuzzi da cui deriva la futura 202 "di serie"

Sul finire della seconda guerra mondiale l'industriale, sportivo e pilota semi-professionista torinese Piero Dusio fonda la Compagnia Industriale Sportiva Italia SA, in breve Cisitalia, per costruire vetture da competizione e granturismo stradali. Dopo il successo della prima vettura dotata di telaio tubolare e componenti Fiat 1100, la monoposto D46 realizzata in diversi esemplari, Dusio decide di realizzare sia una biposto per le gare Sport, la 202 S MM o Spyder Nuvolari, che una vettura stradale, la futura 202 Coupé, su cui trasferire le positive esperienze fatte.
La squadra Cisitalia, composta da cinque vetture, due berlinette sperimentali e tre 202 S MM spider, in giugno ottiene il secondo, terzo e quarto posto alla Mille Miglia 1947, con Tazio Nuvolari secondo che è rimasto alla guida della gara per lunghi tratti finché non è stato rallentato da un violento temporale nell'ultimo tratto.

### La vettura
A partire dalla 202 S MM di Nuvolari viene realizzata la nuova Cisitalia 202 Gran Sport, che ne riprende il telaio tubolare e il motore 4 cilindri in linea, derivato da quello della Fiat 1100 ed elaborato fino a sviluppare 55 CV. La nuova 202 viene presentata al pubblico in anteprima alla vigilia del Gran Premio d'Italia 1947, il primo Gran Premio organizzato in Italia nel dopoguerra, corso su un circuito cittadino realizzato nel quartiere del Portello a Milano anziché a Monza come al solito. La Cisitalia, che partecipa con delle D46 per alcuni piloti privati, presenta in quel contesto non solo la sua prima granturismo ma anche e soprattutto la prima vera novità automobilistica del dopoguerra. Infatti gli altri grandi marchi italiani per ragioni di costi e necessità hanno semplicemente ritoccato i modelli anteguerra, la cui produzione è stata interrotta dalla guerra nel 1940.

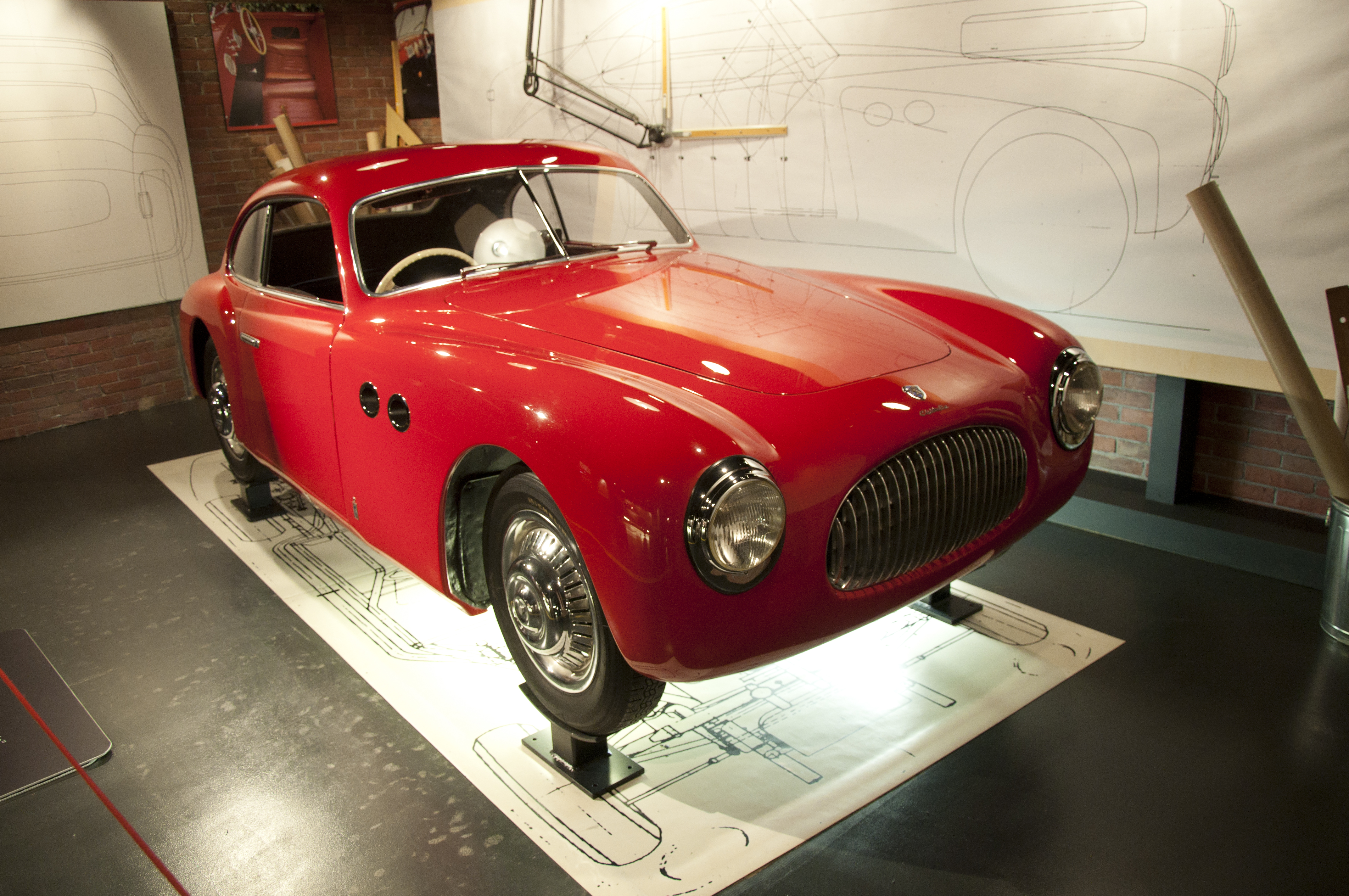
La Cisitalia 202 Pinin Farina del 1948 nel Museo Nazionale dell'Automobile di Torino

Dopo l'anteprima al Gp d'Italia la Cisitalia 202 viene presentata ufficialmente al pubblico internazionale del Salone dell'automobile di Parigi del 23 ottobre in due versioni, Sport e Sport Special, rispettivamente con potenze di 50 e 60 CV. Subito questi allestimenti vengono unificati nella sola versione Gran Sport da 55 CV che, grazie anche al peso di soli 780 kg, raggiunge i 165 km/h e viene venduta a 3.900.000 lire, un prezzo esorbitante per l'epoca.
Il telaio tubolare in acciaio al cromo molibdeno, derivato direttamente dall'industria aeronautica, è una delle grandi innovazioni della 202 perché fino ad allora non era stato mai utilizzato su una vettura stradale. Fino ad allora anche le vetture sportive utilizzano un telaio a longheroni su cui montavano carrozzerie sportive realizzate a mano. Per quest'auto il responsabile del progetto Cisitalia Giovanni Savonuzzi, con la preziosa collaborazione di Dante Giacosa in prestito dalla Fiat, decide di utilizzare il telaio tubolare perché più leggero e rigido, a parità di peso, rispetto a quelli classici a longheroni e traverse e consente di montare il motore più in basso, migliorando la maneggevolezza della vettura. Il resto della meccanica deriva da parti Fiat, come già sulla D46 monoposto.
Il motore è un 4 cilindri in linea da 1089 cm³ (alesaggio x corsa: 68 x 75 mm) derivato da quello della Fiat 1100 ma profondamente elaborato fino a sviluppare 55 CV a 5500 giri/min, tanto che rimane originale solo il monoblocco in ghisa. La testata in alluminio è completamente nuova anche se mantiene la distribuzione a valvole in testa, due per cilindro, con comando ad aste e bilancieri, e singolo albero a camme nel basamento mosso da ingranaggi. Anche i collettori di scarico e aspirazione sono specifici, così come l'albero motore, in acciaio realizzato dal pieno, le bielle, i pistoni, e il sistema di lubrificazione a carter secco. Il ponte posteriore, con balestre longitudinali e ammortizzatori a frizione, e il cambio manuale a 4 marce, con leva a pavimento di serie, o comando al volante, a richiesta, derivano dalla Fiat 1100, mentre le sospensioni anteriori, a ruote indipendenti con balestra trasversale, e lo sterzo, molto duro da azionare in manovra, arrivano dalla 500 "Topolino". Le ruote sono a raggi ma coperte da "copponi" aerodinamici lavorati a mano che peggiorano l'efficienza dei freni, ovviamente a tamburo.

## Il design

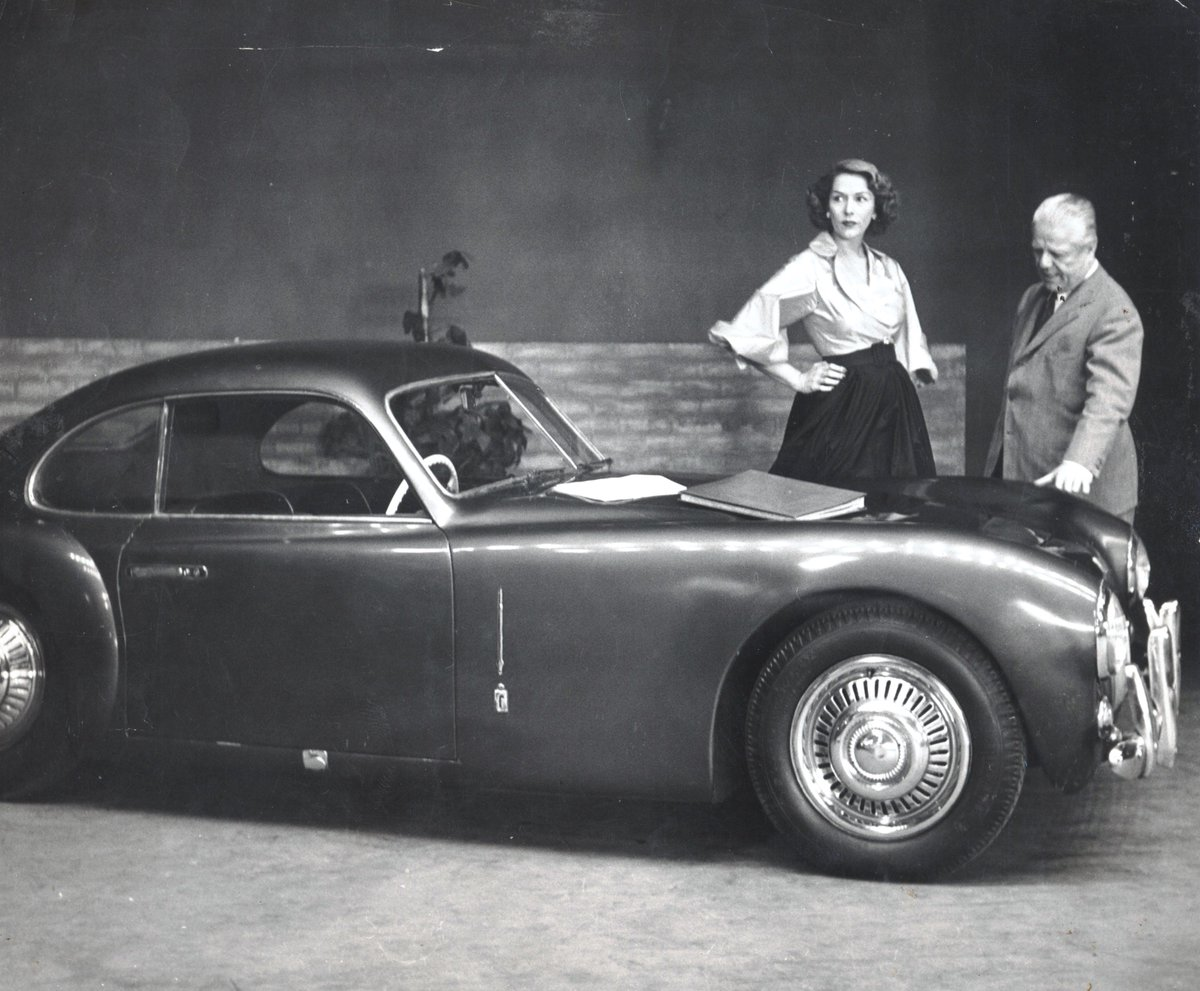
Una Cisitalia 202 berlinetta Pinin Farina con una modella e lo stesso Battista "Pinin" Farina

La nuova 202 SC è una coupé sensazionale, unendo i contenuti tecnici di prima classe delle D46 e 202 S MM ad una moderna carrozzeria realizzata da Pinin Farina che stabilisce i canoni per le future granturismo italiane, pur mantenendo un collegamento con le migliori realizzazioni anteguerra. Come tutti i capolavori tuttavia non ha un solo "padre", oltre a Giovanni Savonuzzi, e Battista "Pinin" Farina, che realizza la maggior parte degli esemplari,  è da citare anche Alfredo Vignale, allora capo battilastra degli Stabilimenti Farina, e poi estroso carrozziere indipendente.
La 202 è una berlinetta due volumi, il frontale è molto semplice, con un'apertura ovale per il raffreddamento coperto da una calandra formata da 23 listelli verticali convessi in alluminio, e i fari circolari posti sulla sommità dei parafanghi e circondati da una cornice cromata. Il paraurti è una sottile striscia di metallo in tinta con la carrozzeria privo di rostri. Il profilo, pur seguendo lo stile "Ponton", mantiene un legame con le carrozzerie anteguerra a parafanghi separati, evidenziando quelli anteriori abbassando la linea del cofano, e prolungandone la linea fino alla portiera, e quelli posteriori scolpendo la fiancata appena dietro di essa. Il padiglione si raccorda perfettamente con la coda, quasi tronca, su cui sono montati i fanalini posteriori, il paraurti, identico a quello anteriore, e un piccolo portello che cela la ruota di scorta su cui è alloggiato il portatarga; infatti non è presente il cofano del bagagliaio, accessibile invece dall'interno dell'abitacolo. Per la prima volta inoltre è presente il marchio del costruttore sulla coda di un'automobile, in particolare una scritta Cisitalia in corsivo nella grafia che replica quella di Corrado Millanta, noto giornalista automobilistico.

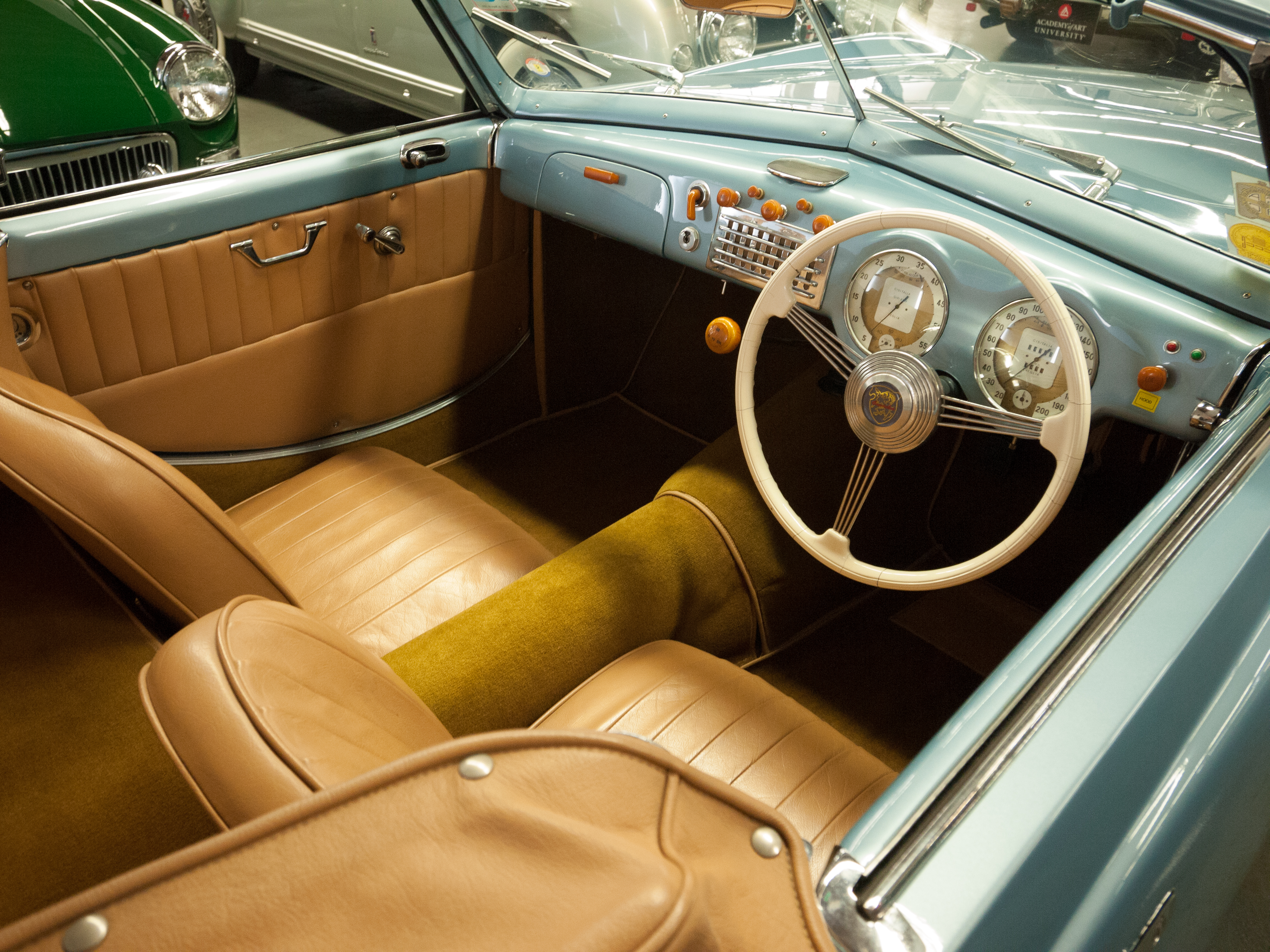
Gli interni di una Cisitalia 202 Cabriolet Pinin Farina

Gli interni sono semplici ma ben rifiniti, il volante è a sinistra e la leva del cambio sul pavimento ma è possibile ottenere a richiesta senza sovrapprezzo la guida a destra e il cambio al volante. Dietro il volante a tre razze con corona in bachelite sono posti due grandi strumenti circolari, il tachimetro/contachilometri e il contagiri; al centro del cruscotto verniciato sono sistemati i comandi secondari, il posacenere e, a richiesta, l'autoradio mentre di fronte al sedile del passeggero vi è un cassetto portaguanti. Il pavimento è completamente rivestito di moquette e i due sedili separati possono essere foderati di pelle o tessuto, con colori a scelta.

### La 202 Pinin Farina al MoMa

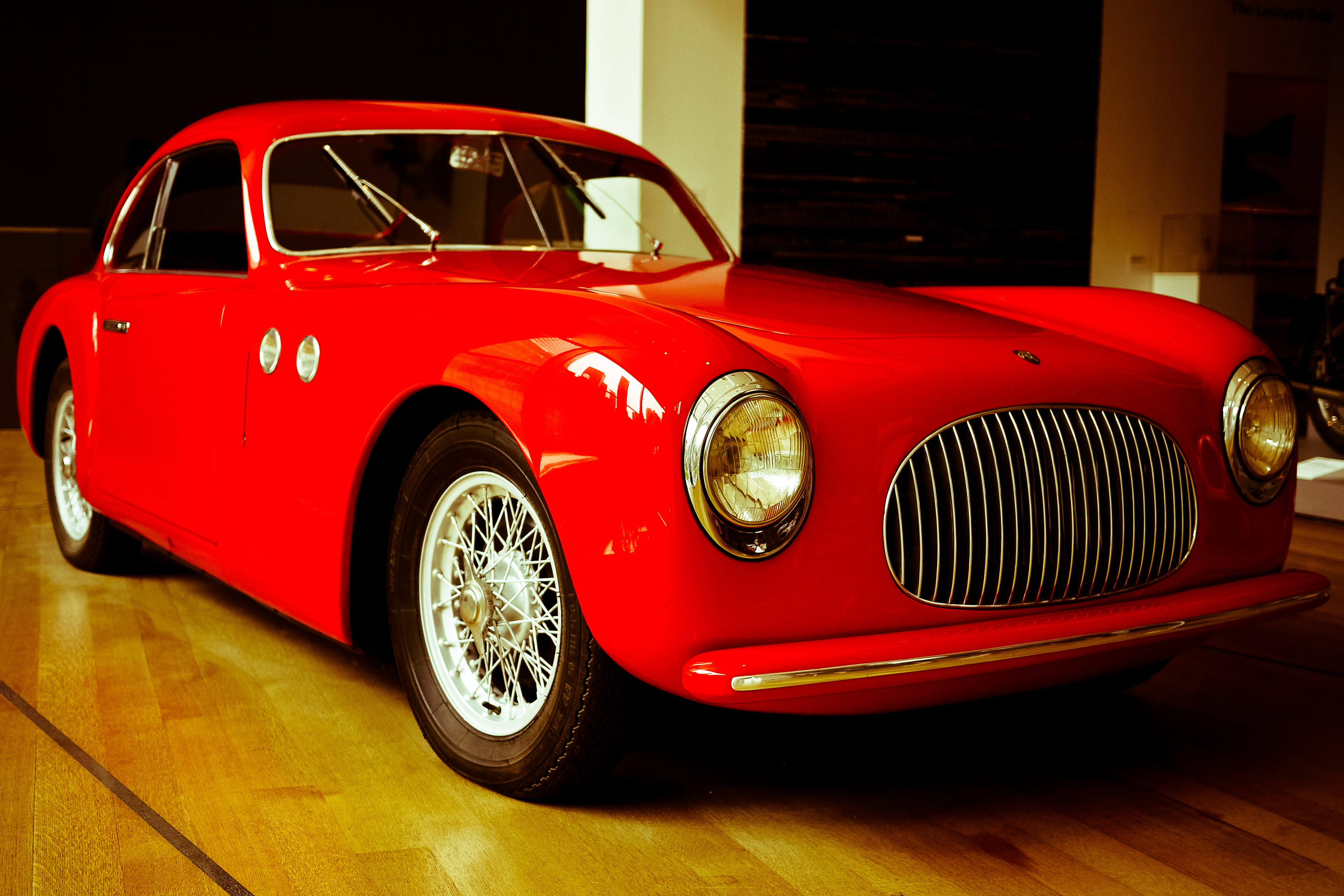
La Cisitalia 202 berlinetta Pinin Farina esposta al MoMA

La bellezza della linea di quest'auto è certificata dal fatto che una delle Cisitalia 202 carrozzate da Pinin Farina è stata la prima automobile ad essere inserita nella collezione permanente di un museo di arte moderna. Infatti, dopo esser stata presentata alla Triennale di Milano e al Concorso di Eleganza di Villa d'Este di Cernobbio, dal 1951 una Cisitalia 202 è esposta al Museum of Modern Art di New York, definita, all'epoca,  dal suo direttore Arthur Drexler “una scultura in movimento”.

## La produzione

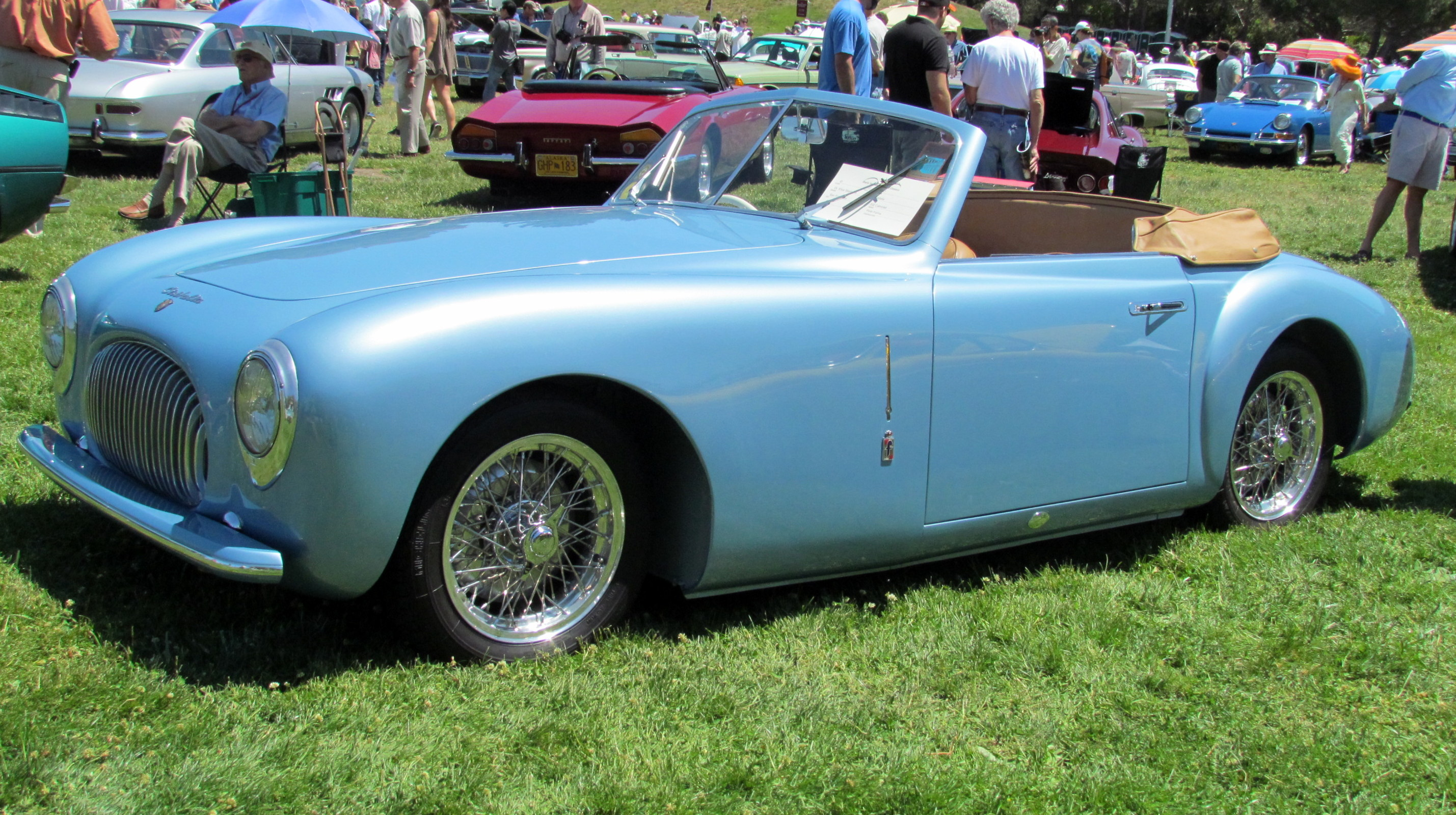
La Cisitalia 202 Cabriolet Pinin Farina del 1947 che è stata di Juan e Isabela Peron

Come per altre vetture costruite in piccola serie la produzione non avveniva interamente nella fabbrica Cisitalia; lì veniva costruito il telaio tubolare, completo di meccanica, mentre la realizzazione della carrozzeria in Itallumag, una speciale lega di alluminio, era affidata ad un carrozziere esterno. Infatti, pur mantenendo un disegno simile, ogni esemplare è diverso dall'altro perché realizzato interamente a mano dagli artigiani specializzati della Pininfarina, degli Stabilimenti Farina, e in seguito anche dalla neonata Vignale. Insieme alla berlinetta viene costruita anche la versione cabriolet che condivide i tratti salienti della linea con la coupé, eccetto che per la capote manuale. La Cisitalia 202 Cabriolet non va confusa con la 202 SMM o Spyder Nuvolari, che è anch'essa una vettura aperta ma espressamente destinata alle competizioni.
Nel corso della produzione il disegno si è evoluto ma è rimasto essenzialmente lo stesso. Le modifiche più rilevanti arrivarono dopo il telaio 130, detto versione B, e sono concentrate nella calandra, che viene semplificata diventando in ottone cromato, nel parabrezza, che da piatto e sdoppiato diventa unico e curvo, nella presenza di un nuovo carburatore doppio corpo, che porta la potenza a 60 CV, nel cofano, incernierato anteriormente anziché apribile a destra e sinistra con un complesso ed inaffidabile sistema di cerniere doppie, e nel bagagliaio, ora accessibile dall'esterno grazie ad un portello più grande.

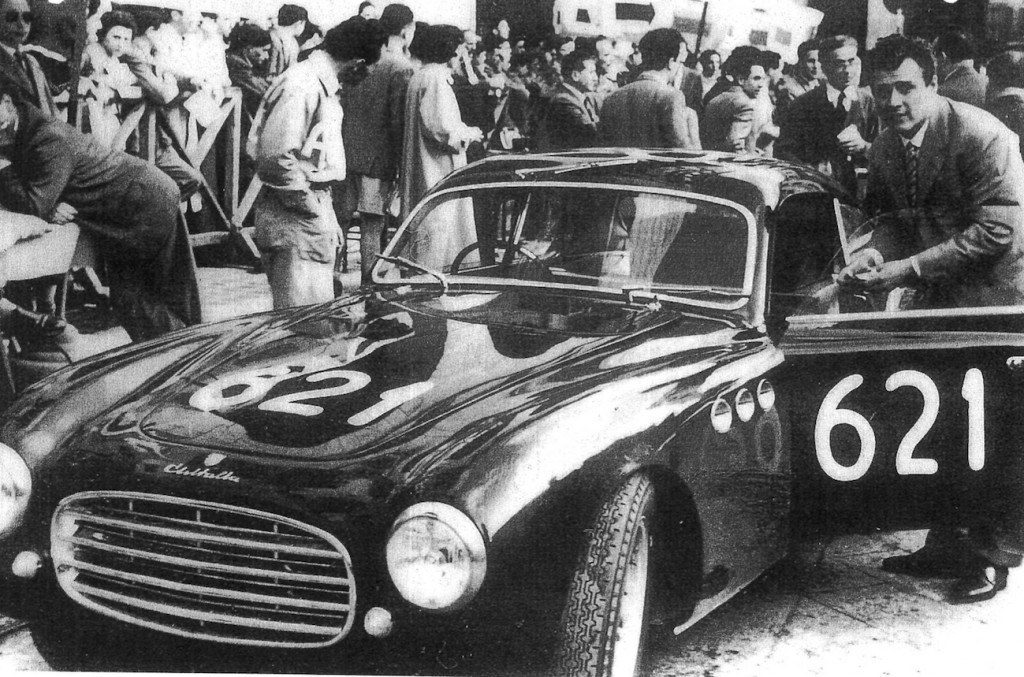
La Cisitalia 202 D BPM di Dusio - Dusio alla punzonatura prima della partenza della Mille Miglia 1952

Non è certo il numero esatto di esemplari realizzati: fonti attendibili parlano di cento coupé/berlinette e una sessantina di cabriolet tutti costruiti dai carrozzieri torinesi tra il 1947 e il 1949, quando la Cisitalia entra in amministrazione controllata, anche se le ultime auto vengono commercializzate fino al 1952. Quell'anno vengono realizzate 4 o 5 Cisitalia 202 D con motore marino BPM (Botta e Puricelli, Milano) 2,8 l da 185 CV e ponte posteriore De Dion della Lancia Aurelia B20 GT che Piero Dusio con il figlio Carlo pilotano fino al ritiro nella Mille Miglia 1952.
Dopo questa esperienza finiscono le 202 con telaio tubolare, ma il marchio sopravvive ancora realizzando prima una cinquantina di vetture sul telaio a longheroni della 1100 con motore Cisitalia elaborato, e poi carrozzando l'autotelaio della nuova Fiat 1100/103, dando origine alle 35 e 36 DF Volo Radente, sempre con meccanica elaborata Cisitalia. Da lì in poi Cisitalia si avvia verso la chiusura, avvenuta nel 1964, realizzando alcune vetture speciali sulla base della Fiat 600.